# Ernst Kalwitzki
Ernst Kalwitzki (ur. 3 października 1909 w Gelsenkirchen, zm. 3 lutego 1991 w Bremie) – niemiecki piłkarz, grający na pozycji napastnika. Wieloletni zawodnik Schalke 04 Gelsenkirchen.

## Kariera piłkarska
Ernst Kalwitzki karierę piłkarską rozpoczął w Union Gelsenkirchen i grał w nim do 1933. Następnie przeniósł do FC Schalke 04, gdzie przez wiele lat wraz z Fritzem Szepanem stanowił o sile ataku drużyny Die Königsblauen. W latach 1933–1942 z tym zespołem sześciokrotnie zdobywał mistrzostwo Niemiec, a w sezonie 1937 zdobył Puchar Niemiec.
W sezonie 1939 rozegrał jeden z najlepszych w swojej piłkarskiej karierze. W finale mistrzostw Niemiec jego FC Schalke 04 wygrało z Admirą Wiedeń 9:0, a Kalwitzki w tym meczu strzelił pięć bramek. Mimo tego w reprezentacji III Rzeszy nie zagrał ani razu, gdyż selekcjoner Sepp Herberger stawiał na Ernsta Lehnera z TSV Schwaben Augsburg.
Łącznie dla FC Schalke 04 w mistrzostwach Niemiec rozegrał 66 meczów i strzelił 54 bramki, a w Pucharze Niemiec strzelił 28 goli w 36 meczach.
W 1942 Kalwitzki został powołany do Wehrmachtu. Po szkoleniu w Bonn Kalwitzki przeszedł na front wschodni. Po tym jak, podczas jednej z walk został ranny, wrócił do Goslar – głównej siedziby Wermachtu w czasie II wojny światowej. Tam dostał się amerykańskiej niewoli.

## Sukcesy
- Mistrz Niemiec: 1934, 1935, 1937, 1939, 1940, 1942
- Puchar Niemiec: 1937

## Po zakończeniu kariery
Ernst Kalwitzki po zakończeniu II wojny światowej grał krótko w Rhenania Köln, a 1949 w Preußisch-Oldendorf zakończył karierę piłkarską. Po zakończeniu kariery piłkarskiej Kalwitzki był przez pewien czas trenerem SG Wattenscheid 09. Następnie był porządkowym na stadionie FC Schalke 04 – Glückauf-Kampfbahn aż do momentu przenosin zespołu na Parkstadion.

## Życie prywatne
Ernst Kalwitzki jest teściem Helmuta Jagielskiego – piłkarza m.in. Werderu Brema. Na początku lat 70. Kalwitzki przeniósł się wraz z rodziną do Bremy, gdzie zmarł 3 lutego 1991 w wieku 82 lat.

## Literatura
- Lorenz Knieriem, Hardy Grüne: Spielerlexikon 1890-1963. AGON Sportverlag, Kassel, ohne Jahreszahl, ISBN 978-3-89784-148-2.